# Discomfort (album)
Discomfort – drugi album studyjny polskiej grupy muzycznej Antigama. Wydawnictwo ukazało się 15 kwietnia 2004 roku nakładem wytwórni muzycznej Extremist Records. Album został wznowiony w 2005 przez firmę SelfMadeGod Records z dołączonym dodatkowym utworem. Nagrania zostały zarejestrowane w sierpniu 2003 roku w olsztyńskim Selani Studio we współpracy z producentem muzycznym Szymonem Czechem.

## Lista utworów
Opracowano na podstawie materiału źródłowego.
1. "Flies" (sł. Myszkowski, muz. Myszkowski, Rokicki, Pietrasik, Bentkowski) – 01:16
2. "Bloodmaker" (sł. Myszkowski, muz. Myszkowski, Rokicki, Pietrasik, Bentkowski) – 01:04
3. "Stupid Fuck" (sł. Myszkowski, muz. Myszkowski, Rokicki, Pietrasik, Bentkowski) – 02:12
4. "Who Is My Enemy?" (sł. Myszkowski, muz. Myszkowski, Rokicki, Pietrasik, Bentkowski) – 01:43
5. "Try" (sł. Myszkowski, muz. Myszkowski, Rokicki, Pietrasik, Bentkowski) – 01:02
6. "This Structure Is Tight" (sł. Myszkowski, muz. Myszkowski, Rokicki, Pietrasik, Bentkowski) – 01:11
7. "President Says Yes" (sł. Myszkowski, muz. Myszkowski, Rokicki, Pietrasik, Bentkowski) – 02:20
8. "Sick I Am" (sł. Myszkowski, muz. Myszkowski, Rokicki, Pietrasik, Bentkowski) – 01:55
9. "Shit From Arse" (sł. Myszkowski, muz. Myszkowski, Rokicki, Pietrasik, Bentkowski) – 01:55
10. "Bolo" (sł. Myszkowski, muz. Myszkowski, Rokicki, Pietrasik, Bentkowski) – 01:10
11. "Save Copy As..." (sł. Myszkowski, muz. Myszkowski, Rokicki, Pietrasik, Bentkowski) – 02:43
12. "Discomfort" (sł. Myszkowski, muz. Myszkowski, Rokicki, Pietrasik, Bentkowski) – 01:45

## Twórcy
Opracowano na podstawie materiału źródłowego.

- Łukasz Myszkowski – wokal prowadzący, elektronika, oprawa graficzna
- Sebastian Rokicki – gitara rytmiczna, gitara prowadząca
- Michał Pietrasik – gitara basowa
- Krzysztof "Siwy" Bentkowski – perkusja
- Szymon Czech – gitara (utwór 11), inżynieria dźwięku, miksowanie, mastering
- Stanisław Bokowy – remastering